# Javorová
Javorová (1 076 m n. m.) je hora ve slovenském pohoří Oravská Magura. Nachází se v prostoru mezi obcemi Hruštín, Oravský Podzámok a Sedliacka Dubová na hranici mezi okresy Dolný Kubín a Námestovo (Žilinský kraj). Hora představuje svorník, z něhož vybíhá několik hřbetů: na severozápad k vrcholu Poľana (899 m), na jihozápad k vrcholu Bobkovo (934 m), na jih k vrcholu Skalica (863 m), na jihovýchod k vrcholu Príkre (812 m) a na severovýchod k vrcholu Čistý grúň (1 082 m).

## Přístup
- po červené značce ze sedla Príslop nebo z rozcestí Čubovka
- po modré modrá značce z Oravského Podzámku